# Tactics
Tactics là một hãng phần mềm visual novel của Nhật Bản chuyên phát triển các game giả lập hẹn hò và eroge. Tactics thực tế là một nhánh của công ty xuất bản Nexton. Tựa game đầu tay của họ là Dōsei phát hành vào giữa năm 1997, kế đến là MOON. cũng trong năm đó, và ONE ~Kagayaku Kisetsu e~ vào năm 1998. Sau khi MOON. và ONE ra đời, hầu hết nhân viên đã rời bỏ công ty và chuyển sang thành lập công ty riêng của họ, Key, vào năm 1998. Tactics tiếp tục phát hành trò chơi mặc dù có sự thay đổi đột ngột trong khâu nhân viên sản xuất. Năm 2009, Tactics trở thành thành hai thương hiệu riêng: Tactics Luxury và Tactics*Latte. Năm 2011, Tactics giải thể và hai thương hiệu kia độc lập.

## Trò chơi do Tactics sản xuất
- Dōsei (1997)
- MOON. (1997)
  - MOON.Renewal (1998)
- ONE ~Kagayaku Kisetsu e~ (1998)

### Trò chơi sản xuất một phần với Nexton
- Suzu ga Utau Hi (1999)
- Yūyake: November (2000)
- Sui Sui Sweet (2000)
- Cheerio! (2001)
- Kemo no Gakuen (2001)
- Flügel: Yakusoku no Aozora no Shita e (2002)
- Unicchi!: Weenie Witches (2002)
- Apocalypse (2003)
- Tenshi no Himegodo (2005)
- Harem Party (2006)

### Trò chơi do Tactics Luxury sản xuất
- Khi là Tactics Luxury
  - Trouble@Vampire! ~Ano Ko wa Ore no Goshujinsama~ (2009)
- Khi là As Luxury
  - Maou no Kuse ni Namaiki da! (2012)
  - Akuma de Oshioki! Marukido Sadoshiki Hentai Oshioki Kouza (2013)
  - Maou no Kuse ni Namaiki da! 2 ~Kondo wa Seisen da!~ (2013)

### Trò chơi do Tactics*Latte sản xuất
- Khi là Tactics*Latte
  - Dakkoshite Gyu! ~Ore no Yome wa Dakimakura~ (2009)
- Khi là Latte
  - Imouto Senbatsu☆Sousenkyo (2011)
  - Dainikai Imouto Senbatsu☆Sousenkyo ~366ninme no Imouto Icha Love Nijitsudan~ (2012)
  - Koiseyo!! Imouto Banchou (2013)